# Racławice (obraz Józefa Chełmońskiego)

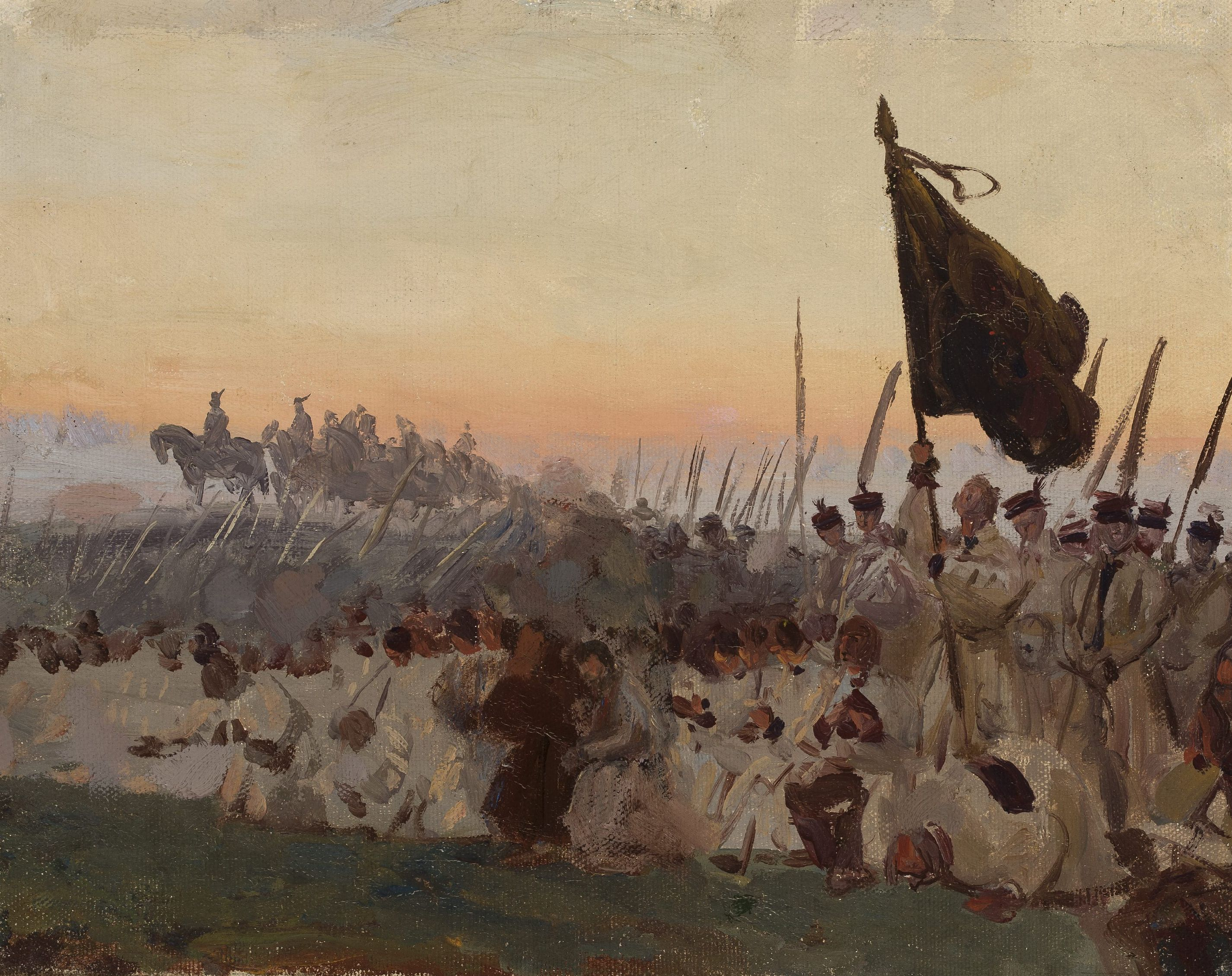
Szkic „Racławic” w odwróconym układzie ze zbiorów Muzeum Narodowego w Warszawie (1906)

Modlitwa przed bitwą. Racławice (inne tytuły: Modlitwa kosynierów przed bitwą, Rynek racławicki) – obraz olejny namalowany przez polskiego malarza Józefa Chełmońskiego w 1906 roku, znajdujący się w zbiorach Muzeum Narodowego we Wrocławiu, 

## Historia
Płótno zostało ukończone w styczniu 1906 roku. Przewieziono je z Kuklówki do Krakowa na wystawę w lutym lub marcu 1903 roku. Artysta otrzymał za nie nagrodę fundacji śp. Probusa Barczewskiego przy Akademii Umiejętności w Krakowie. Artyści lwowski sformowali komitet w celu zakupu obrazu w 1910 roku. W 1912 roku kupiono obraz od autora za 10 000 koron i przekazano na własność Galerii Narodowej miasta Lwowa (nr inw. III 445). Wypożyczono go w czerwcu 1939 na wystawę Instytutu Propagandy Sztuki w Warszawie. Podczas II wojny światowej płótno znalazło się w Muzeum Narodowym w Warszawie; zostało przekazane w depozyt Muzeum Narodowego we Wrocławiu w 1948 roku. Obraz znajduje się w kolekcji Muzeum Narodowego we Wrocławiu (nr inw. MNWr VIII-2655), jest jego własnością od 1981 roku.

## Opis
Obraz został namalowany techniką olejną na płótnie o wymiarach 172 na 244 cm. Sygnowany w prawym dolnym rogu: JÓZEF CHEŁMOŃSKI / 1906. 

Obraz Chełmońskiego przedstawia scenę modlitwy grupy kosynierów przed bitwą pod Racławicami z wojskami rosyjskimi 4 kwietnia 1794 roku, podczas insurekcji kościuszkowskiej. W kobiecym tygodniku Bluszcz ukazała się w roku 1906 entuzjastyczna recenzja płótna: 

Widzimy na obrazie, bardzo efektownie skomponowanym, jak w piękny kwietniowy poranek, przed rozpoczęciem boju, liczne szeregi bojowników, którzy krzepią się modlitwą, gotowi życie oddać za ojczyznę. W dali widnieje postać Kościuszki w otoczeniu całego sztabu. Całość jest pełna uroku poetycznego i realistycznej prawdy, a obfituje w rozmaitość typów ludowych, pełnych wydatnej charakterystyki. »Racławice« należą niezaprzeczalnie do najlepszych utworów znakomitego artysty.

Rysunek grupy kosynierów ze stojącym zakonnikiem i szkic olejny całej kompozycji w odwróconym układzie, znajdują się w zbiorach Muzeum Narodowego w Warszawie.  
W 1912 roku obraz „Racławice” zakupiła od Chełmońskiego Lwowska Galeria Narodowa, zaś od czerwca 1939 roku prezentowany był na wystawie w warszawskim Instytucie Propagandy Sztuki, gdzie zastał go wybuch II wojny światowej, i do Lwowa już nie wrócił. W 1948 roku trafił z Muzeum Narodowego w Warszawie jako depozyt do Muzeum Państwowego we Wrocławiu. W 1980 roku minister kultury i sztuki podjął decyzję, aby obraz przekazać na własność wrocławskiemu Muzeum Narodowemu. 